# Проспект Карла Маркса (Самара)
Проспе́кт Ка́рла Ма́ркса — одна из самых протяжённых улиц Самары, пересекает город с запада на восток на протяжении более 13 километров, частично дублирующий функции Московского шоссе.
Проспект проходит по территории шести районов города: Ленинского, Железнодорожного, Октябрьского, Советского, Промышленного и Кировского.

## История
Часть современного проспекта — бывшая улица Сызранская, затем Ново-Сызранская, существует на карте города с 1920-х годов. В генплане 1937 года проспект Карла Маркса обозначен как одна из перспективных основных магистралей города. В 1967 году улицу Хрустальную соединили с Ново-Сызранской и переименовали в проспект.

## Трассировка и транспорт
- Проспект начинается на пересечении с улицей Урицкого, недалеко от площади Урицкого.

Трамвайные маршруты: №№ 1, 4, 16, 23
- Пересекает улицы: Владимирскую, Дачную.
- Пересекается с улицей Киевской.

Трамвайные маршруты: №№ 3, 15, 18
- Пересекает улицу Гагарина.

Самарский метрополитен: станция метро Московская
Троллейбусные маршруты: №№ 12, 17, 20 (по Московскому шоссе)
- Пересекает улицу Революционную.

Троллейбусные маршруты: №№ 4, 12, 16, 17, 19, 20
Автобусные маршруты: № 2
- Пересекает 4-й проезд.

Троллейбусные маршруты: №№ 4, 12, 16, 17, 19, 20 (по Московскому шоссе)
Трамвайные маршруты: №№ 2, 4, 13, 23 (по 4-му проезду и ул.Гаражной)
- Пересекает улицу Авроры.

Троллейбусные маршруты: №№ 15
Автобусные маршруты: № 21м, 22, 30, 39, 46, 66,  126с, 126ю, 215, 229, 141, 347, 401, 492
- Пересекает улицы Ивана Булкина, Энтузиастов, Ольги Санфировой, Гастелло.
- Пересекает  улицу Советской Армии

Автобусные маршруты: № 35, 70
- От Советской Армии до улицы XXII Партсъезда

Автобусные маршруты: № 56, кольцо на XXII Партсъезда - 38, 55.
- Пересекает улицу Ново-Вокзальную.

Трамвайные маршруты: №№ 7, 19
Автобусные маршруты: №№ 38, 55 (муниципальные), 272 (коммерческие)
- Пересекает Проспект Кирова.

Троллейбусные маршруты: №№ 4, 4к, 8, 12, 13, 17, 18, 20
Автобусные маршруты: №21, 23, 41
- Пересекает улицу Алма-Атинскую

Автобусные маршруты: № 68
- Заканчивается Ракитовским шоссе

Автобусные маршруты: № 68

### Железнодорожные пути
В 1942 году к Куйбышевскому подшипниковому заводу (4 ГПЗ) была проложена одноколейная железнодорожная ветка протяженностью 11,5 км, получившая впоследствии название Линдовская железная дорога. В Кировском районе ветка начиналась от путей, принадлежавших Управлению Особого Строительства НКВД СССР (в районе современной станции Средневолжская). 
По ветке, проходящей вдоль нынешнего проспекта Карла Маркса, осуществлялось движение товарных составов. От линии существовали ответвления к Заводу «Сокол», 4 ГПЗ, Заводу имени Масленникова, Заводу КИНАП, Заводу имени Тарасова, Шоколадной фабрике «Россия».
По состоянию на 2014 год функционирует участок до Шоколадной фабрики «Россия»; далее дорога не используется и частично демонтирована. На участке между улицей Революционной и проспектом Масленникова находится заброшенная железнодорожная станция «Линдов город» (конечная станция ветки), функционировавшая до 2007 года.  

### Магистраль «Центральная»
Проспект Карла Маркса планируется сделать центральной автомагистралью города, соединяющей центр Самары с обводной дорогой. Общая протяжённость магистрали от улицы Урицкого до Ракитовского шоссе составит 13 километров.

Впервые о ней заговорили еще в 60-х годах прошлого века. Превратить в магистраль собирались проспект Карла Маркса. Она должна была пройти через весь город от Ракитовского шоссе до площади Урицкого. В 1965 году магистраль появилась в генеральном плане Куйбышева и на протяжении четырёх десятилетий кочевала из одного генплана в другой.

Ожидается, что дата, когда начнется строительство, станет известна весной 2018 года. Об этом на заседании Самарской губернской думы во вторник, 30 января, рассказал глава регионального минтранса Иван Пивкин.  Магистраль будет иметь шесть полос движения шириной 3,75 метра с разделительной полосой в виде газона, а также тротуары для пешеходного движения. Для строительства магистрали потребуется снести многоквартирный пятиэтажный дом на пересечении проспекта Карла Маркса и улицы Гагарина и четыре двухэтажных жилых дома на пересечении с проспектом Кирова.

### Метрополитен
По Генеральному плану Самары трассировка второй линии Самарского метрополитена проходит под проспектом Карла Маркса на участке от улицы Урицкого до улицы Гагарина.
Действующая станция метро «Московская» располагается в 90 метрах от пересечения проспекта Карла Маркса с улицей Юрия Гагарина.

## Здания и сооружения
- Комплекс зданий Клиник СамГМУ (1938 г., по проекту архитекторов Николая Гофмана-Пылаева и Дмитрия Чечулина)[13]
- Дом печати
- Шоколадная фабрика «Россия»
- рынок «Самоделкин» (15-й микрорайон)
- Самарская ТЭЦ